# کوماریتسه
کوماریتسه (به چکی: Komařice) یک منطقهٔ مسکونی در جمهوری چک است که در شهرستان چسکه بودیوویتسه واقع شده‌است. کوماریتسه ۱۰٫۲۹ کیلومتر مربع مساحت و ۲۷۱ نفر جمعیت دارد و ۴۶۰ متر بالاتر از سطح دریا واقع شده‌است.